# 581
581 (DLXXXI na numeração romana) foi um ano comum do século VI, do Calendário Juliano, da Era de Cristo, a sua letra dominical foi E (52 semanas), teve início a uma quarta-feira e terminou também a uma quarta-feira.
| ano completo                        |
| ----------------------------------- |
| Ano comum com início à quarta-feira |

## Nascimentos
- Abu Ubaidá ibne Aljarrá - general árabe, companheiro (sahaba) de Maomé (m. 638 ou 639. Não há certeza se nasceu em 581 ou 583.